# Stacey Mckenzie
Stacey McKenzie, född 1973 i Kingston, Jamaica, är en kanadensisk fotomodell. Vogue har listat Stacey McKenzie som topp-5  framgångsrikaste toppmodellen från Jamaica.

## Biografi
Stacey McKenzie föddes i Kingston, Jamaica och drömde som liten om att bli läkare men klarade inte av att se blod. Stacey ville från och med 6 års ålder bli modell efter att hon läst ett modemagasin. Stacey såg modellandet som en plattform där hennes förmåga att få uppmärksamhet kunde vara positiv.

## Modellkarriär
Stacey McKenzie började med modellande som 16 åring. Stacey har genomfört kampanjer för Calvin Klein, Jean Paul Gaultier, MAC, Mexx, Reebok, Todd Oldham Jeans, Nordstrom, Barneys, och Banana Republic. Hon har även varit med i Vogue.
Stacey var domare samt mentor i TV-programmet Canada's Next Top Model. Stacey var gäst i ett avsnitt i säsong 7 av America's Next Top Model. Hon har även varit med som mentor i America's Next Top Model säsong 23. 
Vogue har menat att Stacey McKenzies okonventionella utseende och personlighet har varit en del av hennes framgång som modell. 
The Globe and Mail menar att McKenzies karriär har hjälpt modellbranschen att se unikt utseende som en tillgång. McKenzie flyttade tillbaka till Toronto i mitten av 2000-talet och lanserade en rad motivationsverkstäder som använder runway som en plattform för att bygga upp en stark känsla av självkänsla hos unga människor.

## Priser och utmärkelser
- Har fått Modell of excellence award vid African Fashion Week Awards[11]

## Film
- Hade en roll som hemlös i filmen Portraits chinois.
- Stacey har varit med som flygvärdinna i filmen Det femte elementet från 1997.[12]